# Parque nacional Monte Kaputar
El Parque Nacional Monte Kaputar (Mount Kaputar National Park) es un parque nacional en Nueva Gales del Sur (Australia).
Rodea las proximidades del Monte Kaputar, un volcán activo hace entre 17 y 21 millones de años. Se encuentra a 50 km (31 millas) al este de Narrabri y 570 km (354 millas) al noroeste de Sídney. Desde entonces, millones de años de erosión han esculpido la región volcánica en las terrazas de lava, los tapones volcánicos y los diques de la Cordillera de Nandewar. La característica central de la región es el Monte Kaputar, el homónimo del parque, que se eleva a una altitud de 1.510 m (4.954 pies). La vista de 360 grados desde la cima de la montaña abarca mucho menos de un décimo del área de Nueva Gales del Sur o 80 000 kilómetros cuadrados (31 000 millas cuadradas). 
El parque protege una amplia gama de biomas, incluidos bosques semiáridos, brezales subalpinos y bosques de eucaliptos, y proporciona un hábitat para gran variedad de animales, incluidos murciélagos, aves, ualabíes, quoles y la única babosa triángulo roja (Triboniophorus graeffei) .

## Ficha
- Área: 368 km²;
- Coordenadas: 30°17′26″S 150°08′34″E / -30.29056, 150.14278
- Fecha de Creación: 1 de octubre de 1967
- Administración: Servicio Para la Vida Salvaje y los Parques Nacionales de Nueva Gales del Sur
- Categoría IUCN: II